# Parti libéral démocrate (France)
Pour les articles homonymes, voir Parti libéral-démocrate et PLD.
Le Parti libéral démocrate (PLD) est un parti politique français fondé en 2008 par Aurélien Véron et dissout en 2019 au sein d'Objectif France, parti dirigé par Rafik Smati.
Le PLD entendait reprendre le flambeau de Démocratie libérale, formation disparue en 2002 et dont le dirigeant Alain Madelin s’est ensuite progressivement retiré de la vie politique. De sensibilité de centre droit, il souhaitait reconstruire un pôle libéral en conservant une autonomie capable de rassembler l'électorat libéral en France.

## Histoire
Le Parti libéral démocrate (PLD) a été lancé en avril 2008 par Aurélien Véron. Il regroupe des cadres issus d'Alternative libérale, de l'UMP, de l'ex-UDF ainsi que des libéraux non encartés. Le 13 octobre 2009, il annonce travailler à un programme commun avec Alternative libérale et l'Alliance centriste.
Lors de la présidentielle de 2012, le PLD soutient la candidature de François Bayrou au premier tour, puis appelle à voter pour Nicolas Sarkozy afin de contrer François Hollande au second. À l'automne 2012, le PLD est l’un des seuls partis français à soutenir Mitt Romney pour la présidentielle américaine, regrettant que « tous les dirigeants politiques français, y compris à l'UMP, souhaitent la victoire d'Obama »,.
Le 15 janvier 2013, le parti annonce son entrée dans l'UDI de Jean-Louis Borloo,,, dont il devient le huitième parti-membre. À la suite de « mésententes », le PLD reprend son indépendance en décembre de la même année, mais ni lui ni l'UDI n'ont communiqué sur le sujet.
Aux élections régionales de 2015, le PLD propose l'ouverture de nouvelles lignes de bus par le secteur privé en supprimant le monopole des syndicats de transports régionaux (STIF...), ainsi qu'un référendum obligatoire avant toute hausse d’impôt, et présente des listes avec le mouvement Génération citoyens au sein de la coalition Aux Urnes Citoyens, menées par Aurélien Véron en Île-de-France,,,,, et Christine Singer pour l'Alsace-Champagne-Ardenne-Lorraine,,,.
En avril 2016, le PLD annonce soutenir la candidature de Rama Yade à l'élection présidentielle de 2017. À la suite de l'échec de celle-ci à réunir les 500 parrainages, Aurélien Véron, président du parti, apporte son soutien à François Fillon.
En janvier 2019, la Commission nationale des comptes de campagne et des financements politiques publie au Journal officiel de la République française les comptes de l'exercice 2017 des partis politiques, le Parti libéral démocrate n'a pas déposé ses comptes à la date de la séance de la commission et écope d'une suspension de 3 ans du bénéfice de l'article 200 du CGI (réduction d'impôt sur le revenu égale à 66 % pour les donateurs et cotisants) ainsi que d'une interdiction de financer toute campagne ou parti politique jusqu'au prochain dépôt conforme des comptes. Le PLD fusionne dans le parti Objectif France trois mois plus tard. Aurélien Véron y devient vice-président.

## Dirigeants

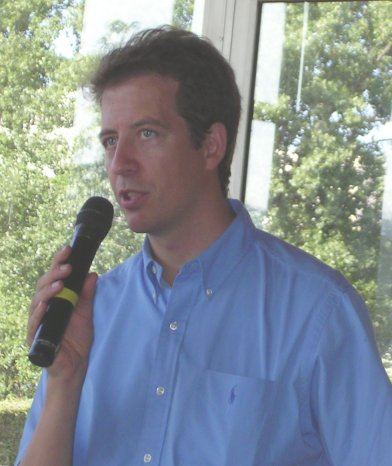
Aurélien Véron.

Aurélien Véron est le président du Parti libéral démocrate depuis la fondation du parti en 2008. Il est l'ancien président de Liberté chérie et d'Alternative libérale. Il a également été membre du Bureau de Réforme et modernité.

## Résultats électoraux
Le 7 juin 2009, la liste « L'union au centre » que le Parti libéral démocrate soutient à New York, à l'occasion de l'élection de l'Assemblée des Français de l'étranger, obtient 14 % des voix et un élu.
En mars 2011, les meilleurs scores de ses candidats aux cantonales sont : 11 % pour Farid Chibout dans le canton de Créteil-Sud, 5 % pour Laurent Revranche dans le Saint-Herblain Est, 4,48 % pour Jacques Barthel dans le canton de Strasbourg-9, 3,9 % pour Patrick Aubin dans le canton de Tournefeuille.
En juin 2012, les meilleurs scores de ses candidats aux législatives sont : 14,5 % pour Philippe Karsenty (8e circonscription des Français de l'étranger), 8,33 % pour Michel Boulan (14e circonscription des Bouches-du-Rhône), 5,93 % pour David Dallois (1re circonscription du Cher) et 5,24 % pour Thomas Zlowodzki (10e circonscription de l'Essonne).
À la suite des élections municipales de 2014, le PLD compte une cinquantaine d’élus parmi lesquels 4 maires et 15 adjoints au maire.
Lors des élections régionales de 2015, la liste « Aux urnes citoyens » en Île-de-France réunit près de 24 000 suffrages, soit 0,76 % des suffrages exprimés.